# Steve Bould
Steve Bould, född 16 november 1962 i Stoke-on-Trent, är en engelsk före detta professionell fotbollsspelare. Hans moderklubb var Stoke City FC som han spelade för till 1988. Bould representerade Arsenal FC från 1988 till 1999 och avslutade karriären i Sunderland AFC år 2000. Steve Bould var med i den legendariska backlinjen som leddes av Tony Adams, de andra som var med var Nigel Winterburn och Lee Dixon. De var grunden i det Arsenal-lagbygge signerat George Graham, som 1989 lyckades ge klubben sin första ligatitel på 18 år. Steve Bould var med under den gyllene perioden under 1990-talet då Arsenal vann ligan 1991 och 1998, FA-Cupen 1993 och 1998, Ligacupen 1993 och Cupvinnarcupen 1994. Vid finalerna i FA-cupen och ligacupen 1993 var Bould själv dock skadad och ersattes av Andy Linighan.
2001-2012 var Bould ungdomstränare i Arsenal. Den 10 maj 2012 meddelades det att Steve Bould blir assisterande tränare i Arsenal FC och efterträder Pat Rice vid säsongens slut.